# 10 Minutes
10 Minutes è una canzone, di genere synthpop/electropop, dell'artista rumena Inna ed è il quinto singolo estratto dall'edizione rumena del suo primo album in studio intitolato Hot. La canzone è stata trasmessa alla radio mainstream il 25 gennaio 2010. Il brano è stato scritto e prodotto dal trio Play & Win, come il resto delle canzoni di Inna. Essa ha raggiunto la posizione numero 11 nella classifica rumena. Inna ha confermato che il video musicale sarebbe stato girato durante il mese di giugno 2010.
La canzone era già sul canale di YouTube di Inna il 23 dicembre 2009, sotto il titolo di "Karaoke con Inna". È stato inviato alle radio mainstream come "Radio 21" il 25 gennaio 2010.
Questa canzone ha più influenze americane rispetto alle canzoni precedenti pubblicate da Inna: i ritmi house in questo singolo non sono enfatizzati tanto.

## Lancio
"10 Minutes" è stato scritto e prodotto dal trio rumeno Play & Win e hanno anche ricevuto il credito come artisti in primo piano. È stato inviato alla stazione radio rumena "Radio 21" il 25 gennaio 2010, come il quinto singolo tratto dall'album in studio di debutto di Inna "Hot", dove è stato suonato per la prima volta durante "Muzica Ta", programma radiofonico condotto da Marian Soci. Il brano a dicembre 2009 venne comunque trapelato prima del suo rilascio.
Musicalmente, "10 Minutes" è una traccia synth-pop ed electropop, che agisce come una partenza dal lavoro passato di Inna per adattarsi al sapore della musica consumata negli Stati Uniti. In una intervista con la rete televisiva rumena di notizie "Realitatea TV", la cantante ha confessato: "Non assomiglierà a nessuno dei miei singoli precedenti, sarà qualcos'altro, qualcosa tipico del genere americano, che oggi influenza molto il mercato mondiale".

## Video musicale
Il video musicale ufficiale per "10 Minutes" è stato caricato sul canale YouTube ufficiale di Inna il 26 giugno, preceduto dalla première di un teaser il 25 giugno 2010. Il video è stato girato dal regista britannico Paul Boyd a Londra, Regno Unito, il 9 giugno 2010. Un video dietro le quinte è stato inoltre pubblicato successivamente il 16 giugno 2010. Il video inizia con Inna che si trucca di fronte a uno specchio per poi uscire di sera con le sue amiche in un club per poi ballare la coreografia con altri ballerini di sfondo in pista.

## Promozioni
Nel 2010, la canzone è stata eseguita ai Romanian Music Awards in un medley con "Amazing", "Señorita" e "Sun Is Up" il 10 luglio ed anche al Kasho Club di Braşov in Romania il 28 dicembre. Altre due esibizioni sono seguite nel 2011, al Viva Comet Awards il 24 febbraio e durante il suo concerto "Inna: Live la Arenele Romane a Bucarest" in Romania il 17 maggio, dove è arrivata in elicottero.

## Formati e tracce
- Romania Airplay (2010)[5]

1. 10 Minutes (Play & Win Radio Edit) – 3:19

- Italia Digital Single (2010)[6]

1. 10 Minutes (Play & Win Radio Edit) – 3:19
2. 10 Minutes (Play & Win Club Remix) – 4:07
3. Hot (Rls Edit Mix) – 3:34
4. Hot (Rls Long Mix) – 6:33
5. Hot (Castelli & Lyos vs Donati & Amato Rmx) – 4:54

- US Digital Download (2010)[7]

1. 10 Minutes (Play & Win Radio Edit) – 3:19
2. 10 Minutes (Play & Win Club Remix) – 4:07

- Francia CD Singolo (2010)[8]

1. 10 Minutes (Play & Win Radio Edit) – 3:19
2. 10 Minutes (Play & Win Club Remix) – 4:07
3. I Need You For Christmas (Play & Win Radio Edit) – 2:45

- UK CD Singolo (2010)[9]

1. 10 Minutes (UK Radio Edit) – 2:34
2. 10 Minutes (Play & Win Club Remix) – 4:07
3. 10 Minutes (Hi Def Radio Edit) – 4:07
4. 10 Minutes (Hi Def Club Remix) – 5:24
5. 10 Minutes (Liam Keegan Radio Mix) – 3:52
6. 10 Minutes (Liam Keegan Club Remix) – 6:59

- Remixes Itunes (2011)[9]

1. 10 Minutes (Hi Def Radio Edit) – 3:31
2. 10 Minutes (Hi Def Club Remix) – 5:24
3. 10 Minutes (Play & Win Radio Edit) – 3:19
4. 10 Minutes (Play & Win Club Remix) – 4:07
5. 10 Minutes (Liam Keegan Club Remix) – 6:59
6. 10 Minutes (DJ Feel Club Remix) – 6:31
7. 10 Minutes (Odd Remix) – 6:01
8. 10 Minutes (XNRG Remix) – 4:48

- Digital Remixes

1. "10 Minutes (DJ Feel Radio Edit) [Romania - 2 giugno 2010][10] – 3:37
2. 10 Minutes (Chris Garcia Remix) [Romania - 2 giugno 2010][11] – 6:18
3. 10 Minutes (Breeze & Klubfiller Remix) [Romania - 2 giugno 2019][12] – 5:12

## Classifiche
| Classifica (2010) | Posizione massima |
| ----------------- | ----------------- |
| Belgio (Fiandre)  | 65                |
| Belgio (Vallonia) | 67                |
| Francia           | 8                 |
| Paesi Bassi       | 76                |
| Repubblica Ceca   | 10                |
| Romania           | 11                |
| Russia            | 85                |
| Slovacchia        | 34                |

## Date di pubblicazione
| Regione     | Data              | Formato          | Etichetta         |
| ----------- | ----------------- | ---------------- | ----------------- |
| Romania     | 25 gennaio 2010   | Airplay          | Roton Records     |
| Italia      | 19 maggio 2010    | Digital Download | Do It Yourself    |
| Belgio      | 27 agosto 2010    | Digital Download | ARS Entertainment |
| Paesi Bassi | 25 settembre 2010 | Digital Download | Spinnin' Records  |
| Stati Uniti | 2 novembre 2010   | Digital Download | Ultra Records     |
| Regno Unito | 2 novembre 2010   | Digital Download | 3Beat             |
| Francia     | 27 dicembre 2010  | CD Singolo       | Airplay Records   |
| Regno Unito | 6 febbraio 2011   | CD Singolo       | 3Beat             |
| Mondo       | 11 marzo 2011     | Itunes Remixes   | Roton Records     |